# Смарагд Сен-Мишельский
Смарагд Сен-Мишельский (лат. Smaragdus, ум. ок. 840) — настоятель бенедиктинского аббатства Сен-Миель, значительный деятель каролингской монастырской реформы.
Сведений о жизни Смарагда сохранилось очень мало, и они разбросаны по различным источникам. Главной вехой являются хартии короля Людовика Благочестивого монашеской общине Сен-Миеля, обосновавшейся в 23 милях к югу от Вердена, у реки Маас. В грамотах зафиксирован ряд событий, имевших место между 816 и 826 годами: получение монастырём Смарагда освобождения от уплаты подорожных налогов для повозок, следующих между монастырём и его владениями; установление ежегодного платежа для держателей земли; перемещение монастыря на одну милю в сторону реки и распоряжение выбирать всех последующих аббатов согласно уставу святого Бенедикта, то есть из членов общины. Данные факты легли в основу составленной в XI веке хронике аббатства Сен-Миель. Известна также эпитафия, из которой известно, что смерть Смарагда произошла в правление Людовика Благочестивого, в октябре неизвестного года.
В отличие от обстоятельств жизни, труды Смарагда хорошо известны. Его трактат «De processione spiritus sancti» («Об исхождении святого Духа») рассматривается вместе с прочими произведениями, составленными в Ахене в рамках собора 809 года, и отправленных по приказу Карла Великого папе Льву III в защиту филиокве. Другой трактат Смарагда, «Via regia» («Царская дорога»), привлекает внимание исследователей как один из немногих созданных в IX веке произведений в жанре «княжеского зерцала», то есть рассуждения о власти монарха. Многие произведения Смарагда созданы в поддержку каролингской реформы образования, имевшей целью, в частности, повышение образовательного уровня священников. Вскоре после занятия поста настоятеля Сен-Миеля, Смарагд составил комментарий на латинскую грамматику Доната, разъяснение Псалмов и извлечение из патристической литературы для чтения в течение всего литургического года. Два значительных труда Смарагда посвящены организации монашеской жизни. «Diadema monachorum» («Монашеская корона») включает подборку фрагментов из христианских авторов, организованных тематически и предназначенных для изучения совместно с уставом святого Бенедикта. Последний раздел трактата содержит собственные экзегетические размышления аббата Сен-Миеля. «Expositio in regulam sancti Benedicti» является самым ранним комментарием к уставу, что и объясняет значительный интерес к этому тексту.